# Multikulturalisme
 Der er for få eller ingen kildehenvisninger i denne artikel, hvilket er et problem. Du kan hjælpe ved at angive troværdige kilder til de påstande, som fremføres i artiklen.

 Denne artikel bør gennemlæses af en person med fagkendskab for at sikre den faglige korrekthed.

Multikulturalisme er – i sin normative politiske betydning – en doktrin eller ideologi om, hvordan samfundet bør håndtere kulturel diversitet. Multikulturalismen siger altså ikke noget om hvorvidt eller i hvor høj grad samfundet bør acceptere immigration af mennesker med en anden kultur. Den svarer 'blot' på spørgsmålet "HVIS der i et samfund er kulturel diversitet, hvordan bør samfundet så håndtere den?". I modsætning til pluralisme, som kun fokuserer på individets rettigheder, er multikulturalisme også forbundet med grupperettigheder knyttet til individers kulturelle identitet og tilhørsforhold – eksempelvis retten til egne skoler med egne læseplaner etc. Multikulturalister fører således ikke kun en individuel rettighedspolitik, men derimod også en kollektiv identitetspolitik. 
Begrebet multikulturalisme bruges ofte i modsætning til forestillinger om kulturelt hegemoni. Disse to begreber forekommer i debatter om integration som en vigtig modpol.
Begrebet har gennem flere årtier været almindeligt i den anglo-amerikanske verden, men har først for alvor vundet indpas i det danske sprog i løbet af 1990’erne.

## Eksterne kilder og henvisninger
1. ↑   "Peace, welfare, culture. Muslims as a security problem in Danish integration discourse". af Ulrik Pram Gad NORDEUROPAforum 1/2011, s. 41-72,